# Parintintins
Os parintintins são um grupo indígena que habita o Sudeste do estado brasileiro do Amazonas, entre os rios rio Madeira e Marmelos, mais precisamente nas áreas indígenas Ipixuna e Nove de Janeiro. No passado, eram chamados também de bocas-pretas. Os parintintins se autodenominam Kagwahiva. A designação  "parintintin" foi possivelmente dada pelos Munduruku. Vivem nas aldeias aldeias Traíra, Pupunha e Canavial.
Pertencem a um conjunto mais amplo de povos autodenominados Kagwahiva - palavra que significa "nós", "a gente" e que também pode ser grafada nas formas Cavahiba, Cabaiba, Cabahiba, Kawahib, Kagwahív e outras -, que falam a mesma língua, pertencente à família linguística tupi-guarani.
Quando os parintintins foram "pacificados" pela Funai, entre 1922 e 1923, seu território se estendia da região leste do rio Madeira até a boca do rio Machado, a leste do rio Maici. Atualmente, a maioria da população habita em duas Terras Indígenas no município de Humaitá (Amazonas). Segundo dados da Funai, a Terra Indígena Ipixuna era habitada, em 1999, por 54 pessoas, e a Terra Indígena Nove de Janeiro, em 2000, tinha uma população de 80 pessoas.